# 瑞丹韦单抗
瑞丹韦单抗（INN：Regdanvimab），化学式为：C6584H10106O2102N1718S38，以商品名Regkirona出售，是一种用于治疗COVID-19的人单克隆抗体。该抗体针对SARS-CoV-2的刺突蛋白。它是由赛特瑞恩（Celltrion）开发的。该药物通过静脉输注（滴注）给药。
最常见的副作用包括输液相关反应，包括过敏反应和过敏性休克。
瑞丹韦单抗于2021年11月在欧盟获批用于医疗用途。

## 延伸阅读
- Kim C, Ryu DK, Lee J, Kim YI, Seo JM, Kim YG,  et al. . Nature Communications //www.ncbi.nlm.nih.gov/pmc/articles/PMC7803729 |PMC=缺少标题 (帮助). January 2021, 12 (1): 288. PMC 7803729 . PMID 33436577. doi:10.1038/s41467-020-20602-5 .
- Syed YY. . Drugs //www.ncbi.nlm.nih.gov/pmc/articles/PMC8558754 |PMC=缺少标题 (帮助). December 2021, 81 (18): 2133–7. PMC 8558754 . PMID 34724174. doi:10.1007/s40265-021-01626-7 .